# Jaime Serra i Cau

Kardinalswappen von Jaime Serra i Cau

Jaime Serra i Cau (* etwa 1427 in Valencia; † 25. März 1517 in Rom) war ein spanischer Kardinal.

## Leben
Jaume Serra i Cau wurde um 1427 in Valencia geboren. Er erwarb einen Magister in Theologie.
Wahrscheinlich kam er im September 1473 im Gefolge von Kardinal Borja nach Rom.
1492 wurde er zu Erzbischof von Oristano ernannte. Dieses Amt hatte er bis 1510 inne, ohne jemals seine Diözese betreten zu haben. Sein Nachfolger wurde sein Neffe Pedro Serra de Muñoz. Von 1496 bis 1500 war Generalvikar des Papstes für das Bistum Rom.
Papst Alexander VI. erhob ihn im Konsistorium vom 28. September 1500 zum Kardinal erhoben und erhielt am 2. Oktober 1500 die Titelkirche San Vitale. Am 28. Juni 1502 wechselte er zur Titelkirche San Clemente. Ab 1509 war er Kardinalprotopriester. Am 20. Januar 1511 stieg er zum Kardinalbischof von Albano auf und wechselte im Juli 1516 auf den Stuhl von Palestrina.
Im Konsistorium vom 27. November 1500 wurde er zum Legaten in Perugia ernannt und kehrte am 21. April 1501 von seiner Gesandtschaft nach Rom zurück. Am 3. Dezember 1502 kehrte er nach Perugia zurück. Er behielt das Amt bis zum Tod des Papstes am 18. August 1503. Er nahm an allen ersten zehn Sitzungen des V. Laterankonzils teil, mit Ausnahme der achten.
Er war Apostolischer Administrator der Bischofssitze Linköping in Schweden (3. September 1501 – 6. April 1513), Potenza in Italien (29. November 1593–7. August 1506), Elne in Frankreich (5. September 1506–19. März 1513), Burgos in Spanien (ab 28. Juli 1512) sowie Calahorra y La Calzada-Logroñoa in Spanien (5. Juli 1514–25. Mai 1515).
Er nahm an den Konklaven im September 1503, Oktober/November 1503 und 1513, welche Pius III., Julius II. und Leo X.
Er starb am 15. März 1517 in Rom und sein Leichnam wurde in einer Kapelle der Kirche San Giacomo degli Spagnoli beigesetzt.